# Musculus corrugator supercilii
Der Musculus corrugator supercilii (wörtlich „Zusammenzieher der Augenbraue“, auch „Augenbrauenrunzler“), kurz Corrugator oder Korrugator, ist ein Hautmuskel im Bereich der Augenbraue (Supercilium). Er gehört zur mimischen Muskulatur und wird wie diese durch Äste des Nervus facialis innerviert.
Er ist beim Menschen ein kleines Muskelband auf der Innenseite und oberhalb der Augenbraue zwischen Musculus frontalis und Musculus orbicularis oculi. Der Muskel entspringt am Überaugenbogen (Arcus superciliaris) und setzt an der Stirnhaut nahe der Augenbraue an. Er zieht die Augenbraue nach unten und innen, z. B. bei grellem Sonnenlicht. Er produziert damit auch eine vertikale Fältelung der Stirn („Denkerstirn“, Zornesfalte). Eine horizontale Fältelung (Stirnrunzeln) wird dagegen vom Musculus frontalis (Stirnmuskel) verursacht.
Der Korrugator kann (nach Duchenne) auch das Leiden und (nach Toby Cohn) den drohenden Ernst zum Ausdruck bringen. Im Zusammenwirken mit dem Stirnmuskel kommt in der Mimik die Aufmerksamkeit oder eine tiefe, gedämpfte Trauer zum Ausdruck (nach Braus: wie im Antlitz Christi).